# Enviksbyn
Enviksbyn is een plaats in de gemeente Falun in het landschap Dalarna en de provincie Dalarnas län in Zweden. De plaats heeft 69 inwoners (2005) en een oppervlakte van 23 hectare. Enviksbyn ligt aan de rivier de Kolningån en wordt vooral omringd door landbouwgrond, er ligt echter ook naaldbos zeer vlak bij de plaats. De stad Falun ligt zo'n dertig kilometer ten zuiden van het dorp.